# Kirchenkreis Potsdam
Der Kirchenkreis Potsdam mit Sitz in Potsdam ist einer von neun Kirchenkreisen der Evangelischen Kirche Berlin-Brandenburg-schlesische Oberlausitz im Sprengel Potsdam. Sein Gebiet erstreckt sich über den größten Teil der Stadt Potsdam sowie Teile der Gemeinden Schwielowsee und Werder (Havel) im Landkreis Potsdam-Mittelmark.

## Geschichte
Die Inspektion Potsdam wurde 1730 aus der Inspektion Spandau ausgegliedert. Sie wurde 1835 geteilt in die Kirchenkreise Potsdam I (später wieder Kirchenkreis Potsdam) und Potsdam II (ab 1959 Kirchenkreis Falkensee).

## Organisation
Superintendentin des Kirchenkreises Potsdam ist seit September 2018 Pfarrerin Angelika Zädow.
Der Kirchenkreis umfasst 18 evangelische Kirchengemeinden in Potsdam und Umgebung sowie zwei Anstaltskirchengemeinden (Oberlin und Hoffbauer-Stiftung). Er hat ca. 23.000 Gemeindeglieder.

## Sakralbauten

### Kirchengebäude
Siehe Kategorie:Kirchengebäude des Evangelischen Kirchenkreises Potsdam

### Friedhöfe
- Friedhof Babelsberg
- Friedhof Bergholz-Rehbrücke
- Friedhof Bornstedt
- Friedhof Caputh
- Friedhof Drewitz
- Geltow Alter Friedhof
- Friedhof Golm
- Friedhof Grube